# Estación Imaike
La estación Imaike (今池駅 Imaike-eki?) pertenece a las líneas Higashiyama y Sakura-dōri, es operada por el Buró de transporte de la ciudad de Nagoya, y está identificada como H-13 y S-08 respectivamente. Se encuentra ubicada en el barrio de Imaike, Chikusa, en la ciudad de Nagoya, prefectura de Aichi, Japón. La estación abrió el 15 de junio de 1960 solo operando con la línea Higashiyama y el 10 de septiembre de 1989 fue conectada con la línea Sakura-dōri.
Presenta una tipología de andenes isla y cuenta con 12 accesos en total, como así también escaleras mecánicas, ascensor y Puertas de andén.

## Otros medios
- Bus de Nagoya
  - Líneas: 11, 12 y 13.

## Sitios de interés
- Escuela de diseño de Aichi
- Centro comercial daiei Imaike
- Oficina de correos de Chikusa
- Ruta municipal 60

## Imágenes

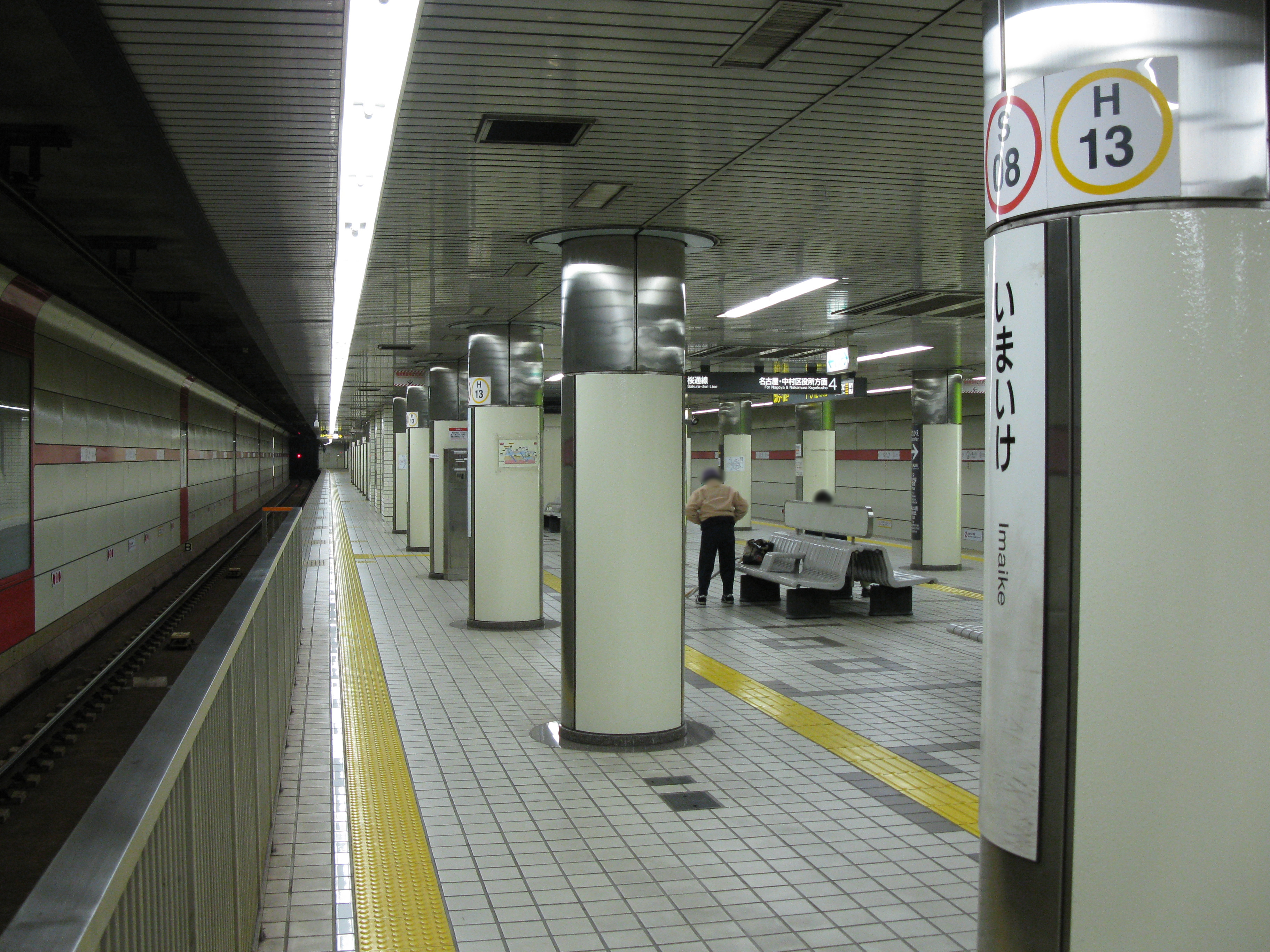
Andén de la línea Sakura-dōri.
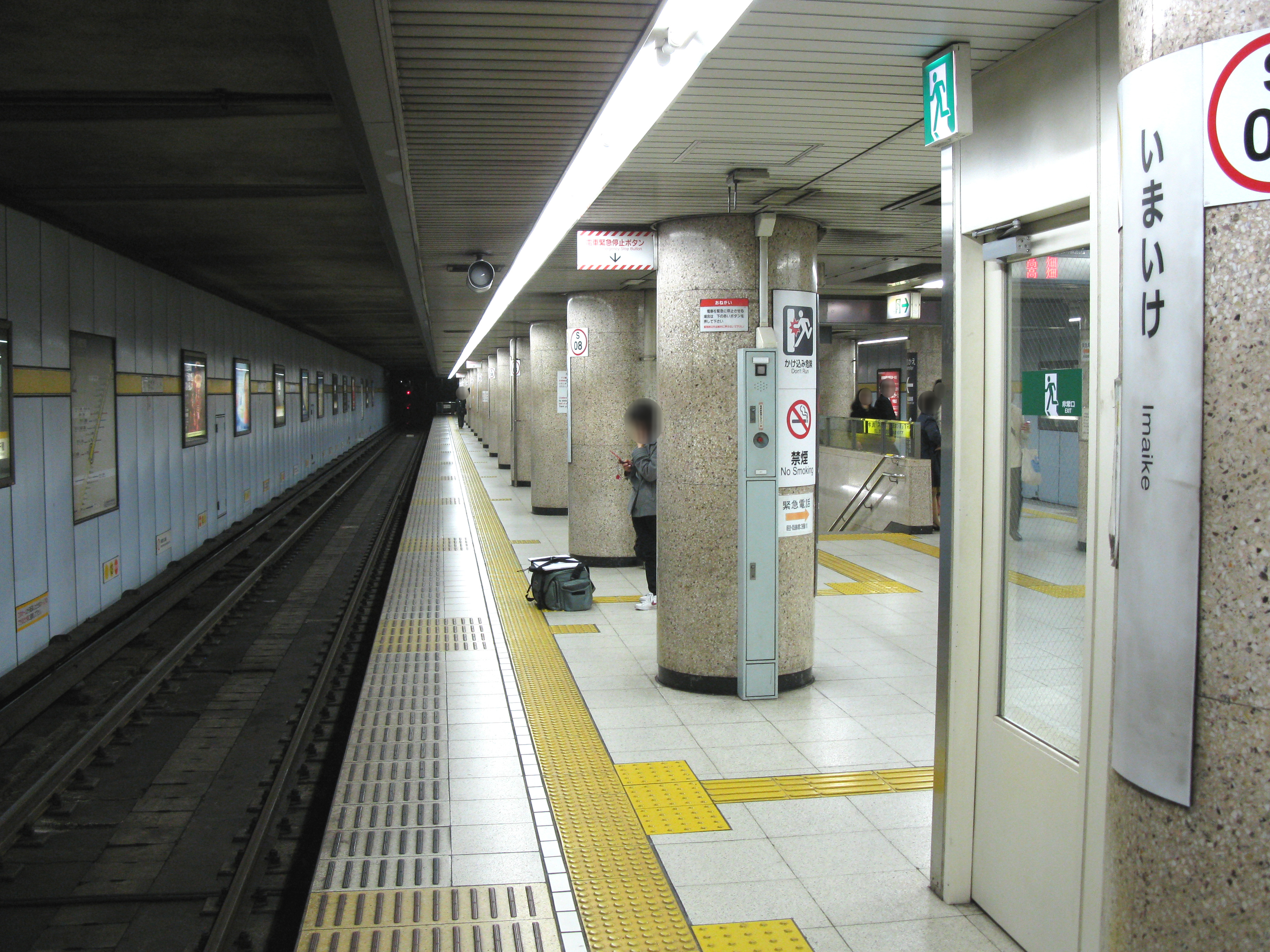
Andén de la línea Higashiyama.
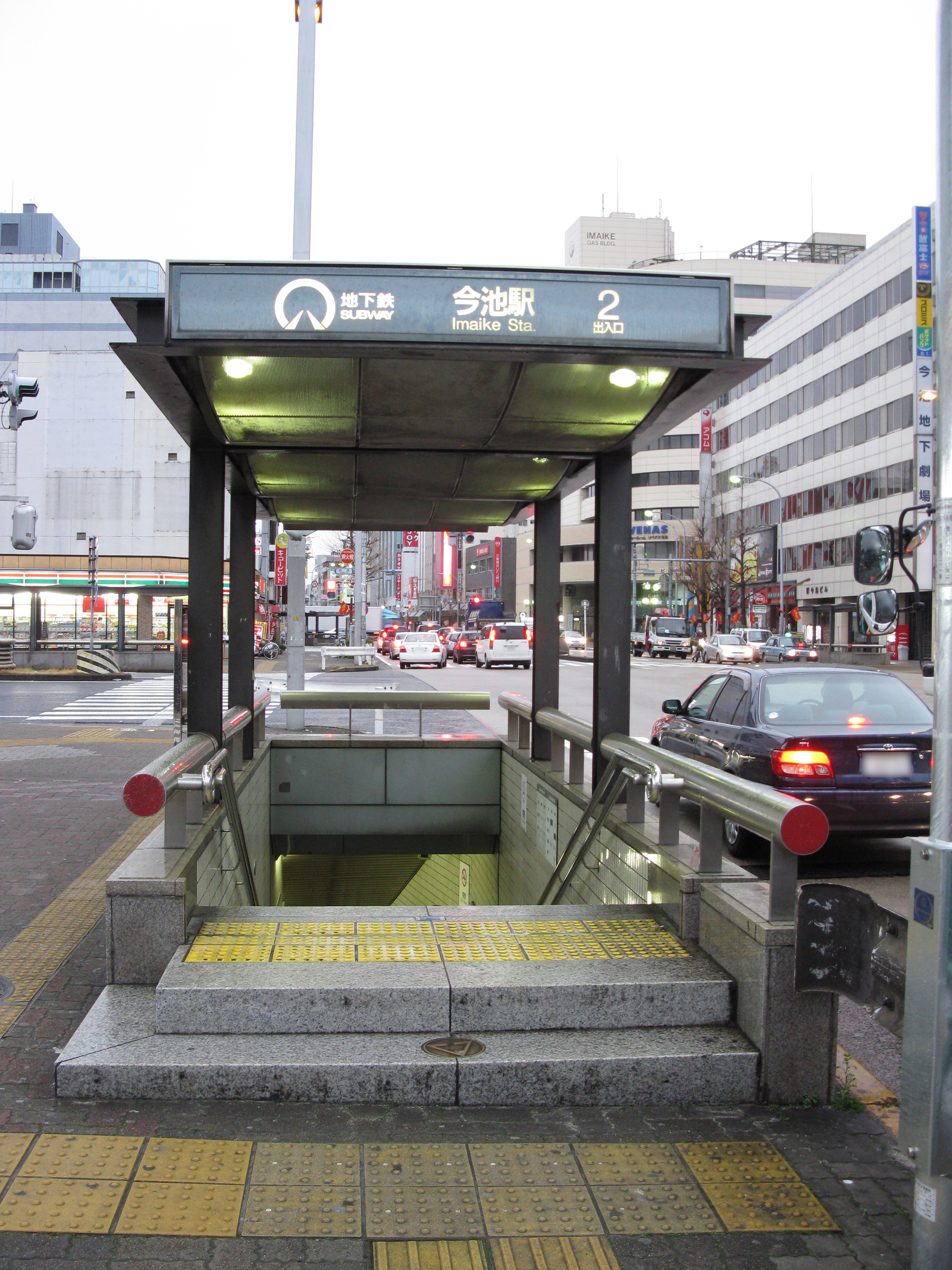
Acceso N° 2.
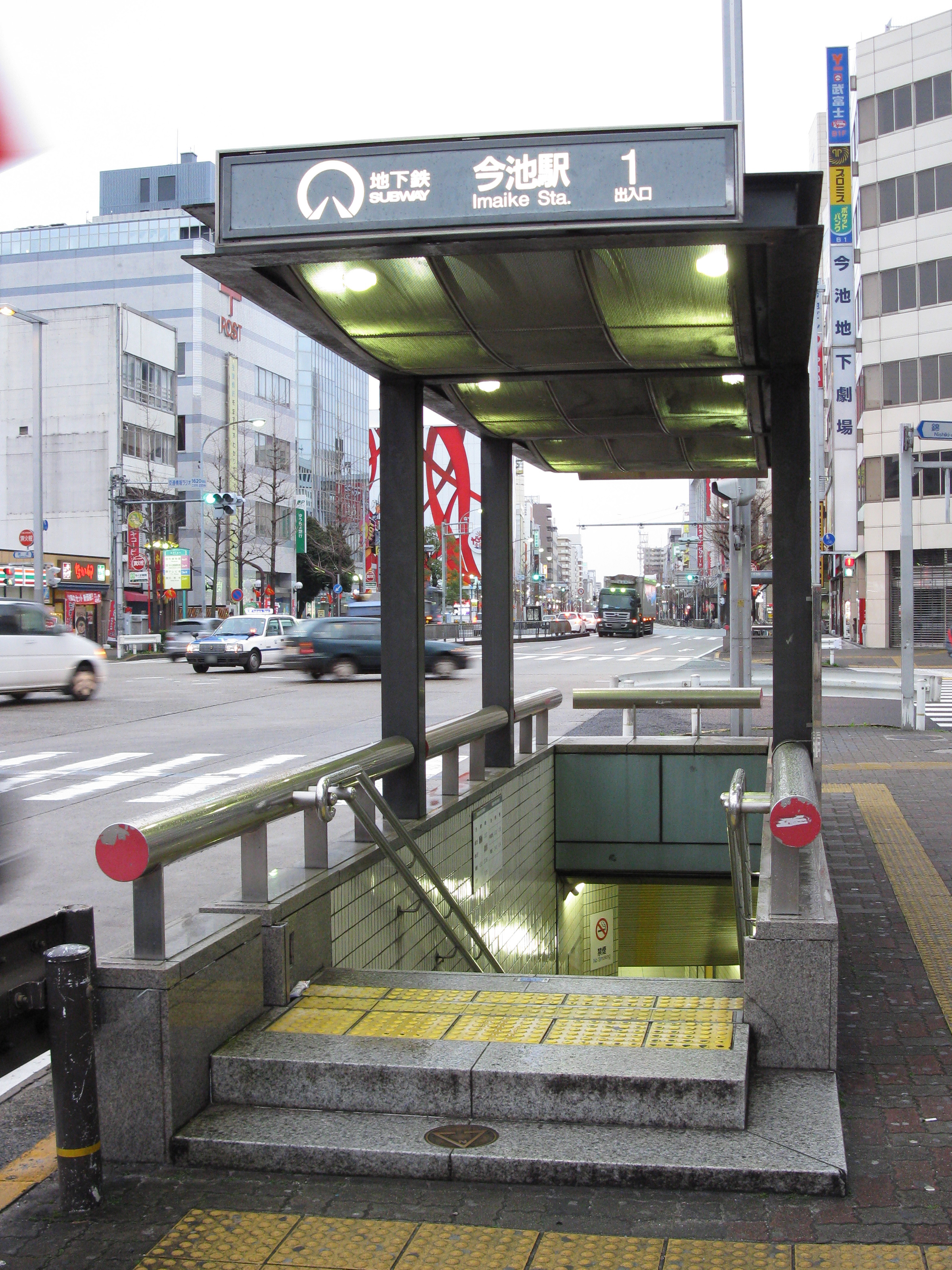
Acceso N° 1.
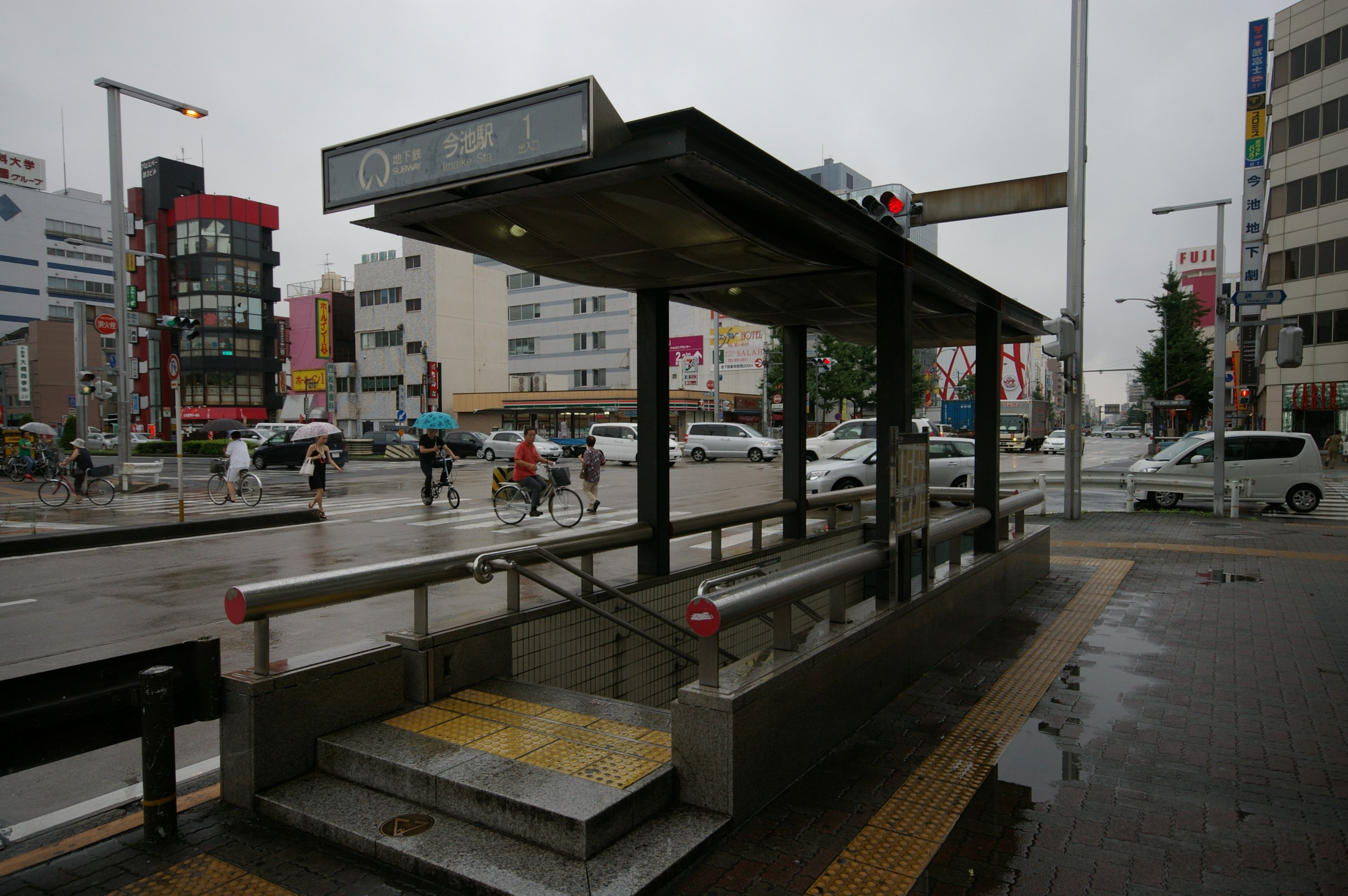
Acceso N° 1.
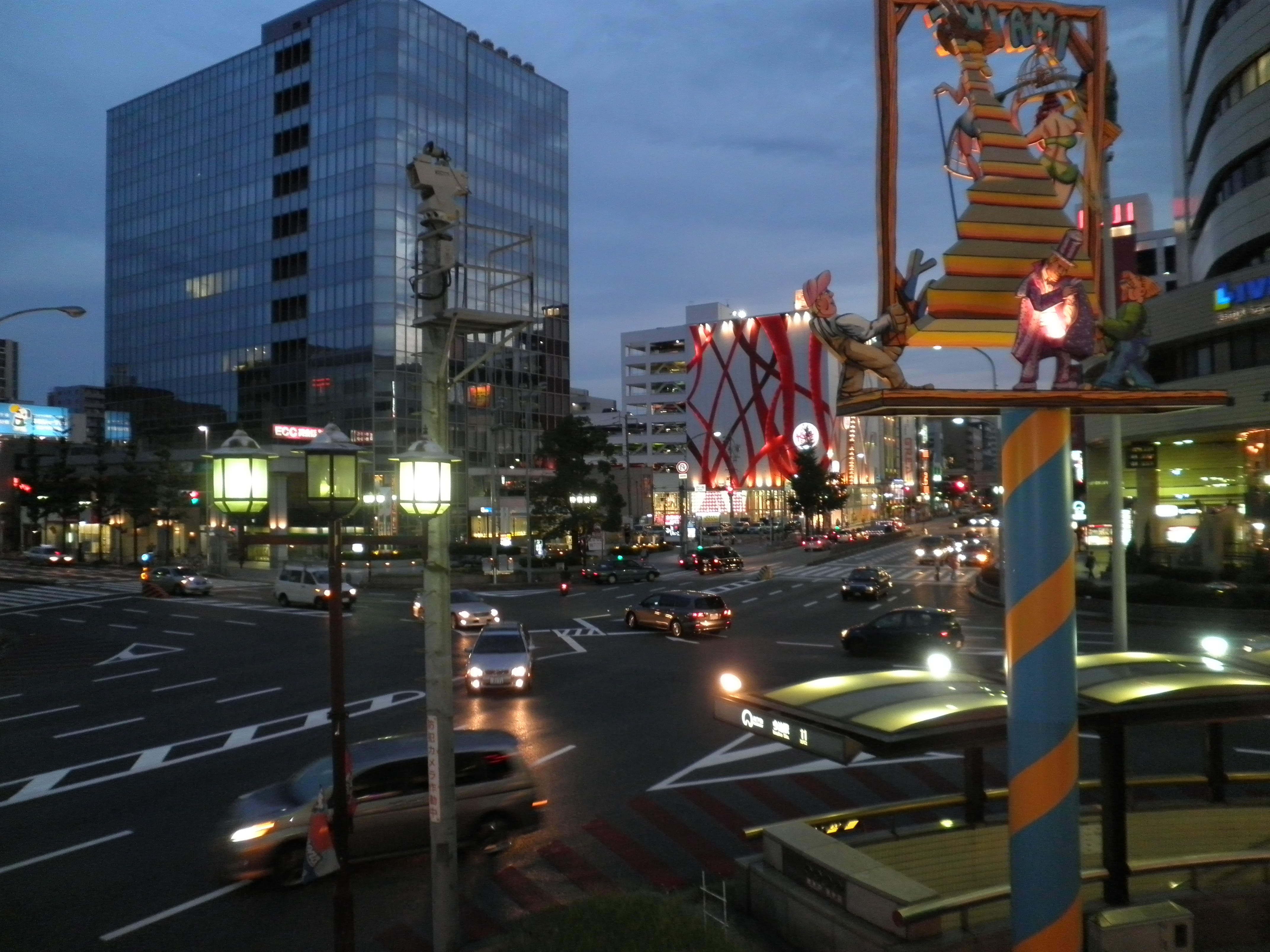
Acceso N° 11.
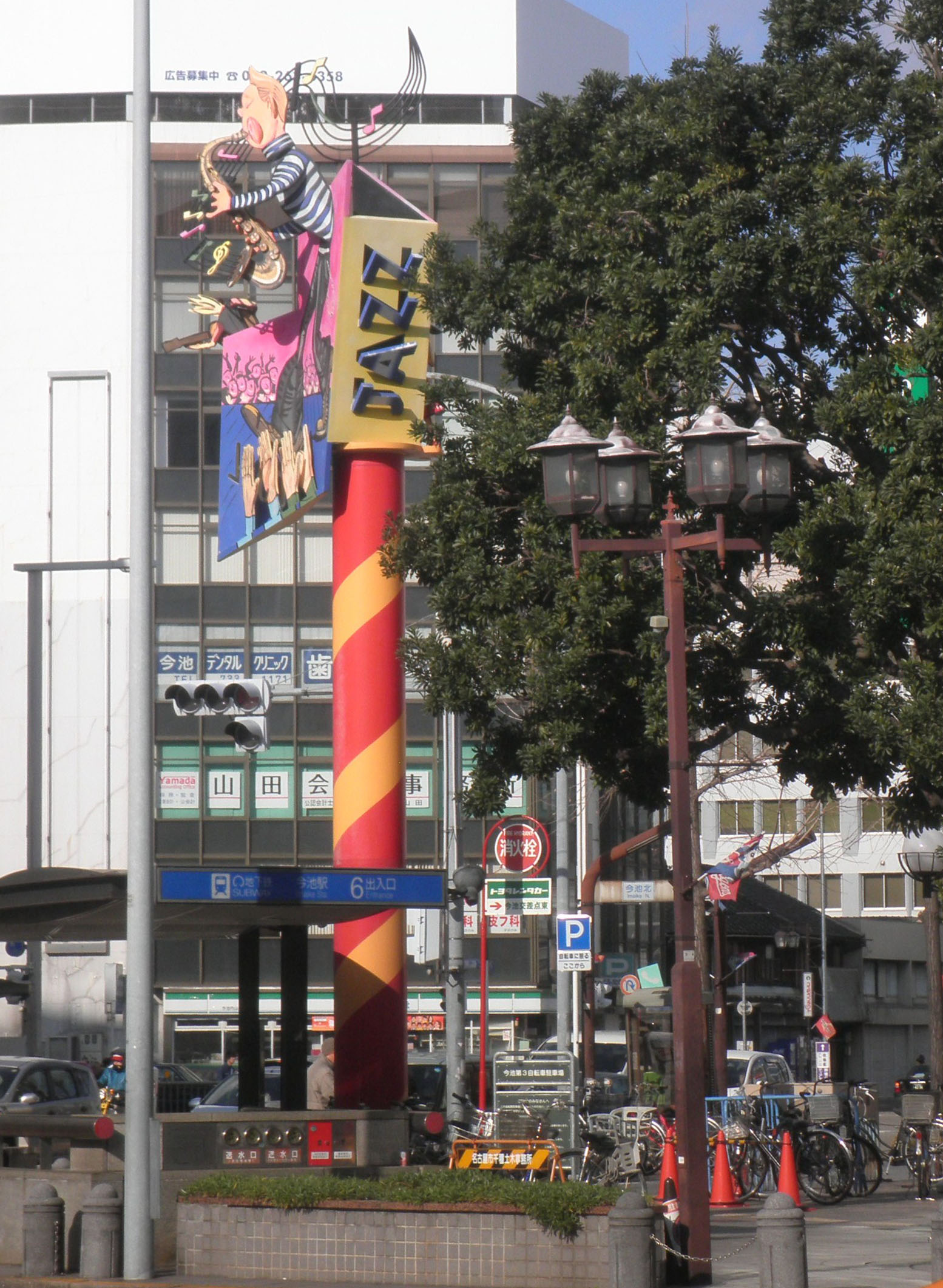
Acceso N° 11.